# تاجدارسوسماران

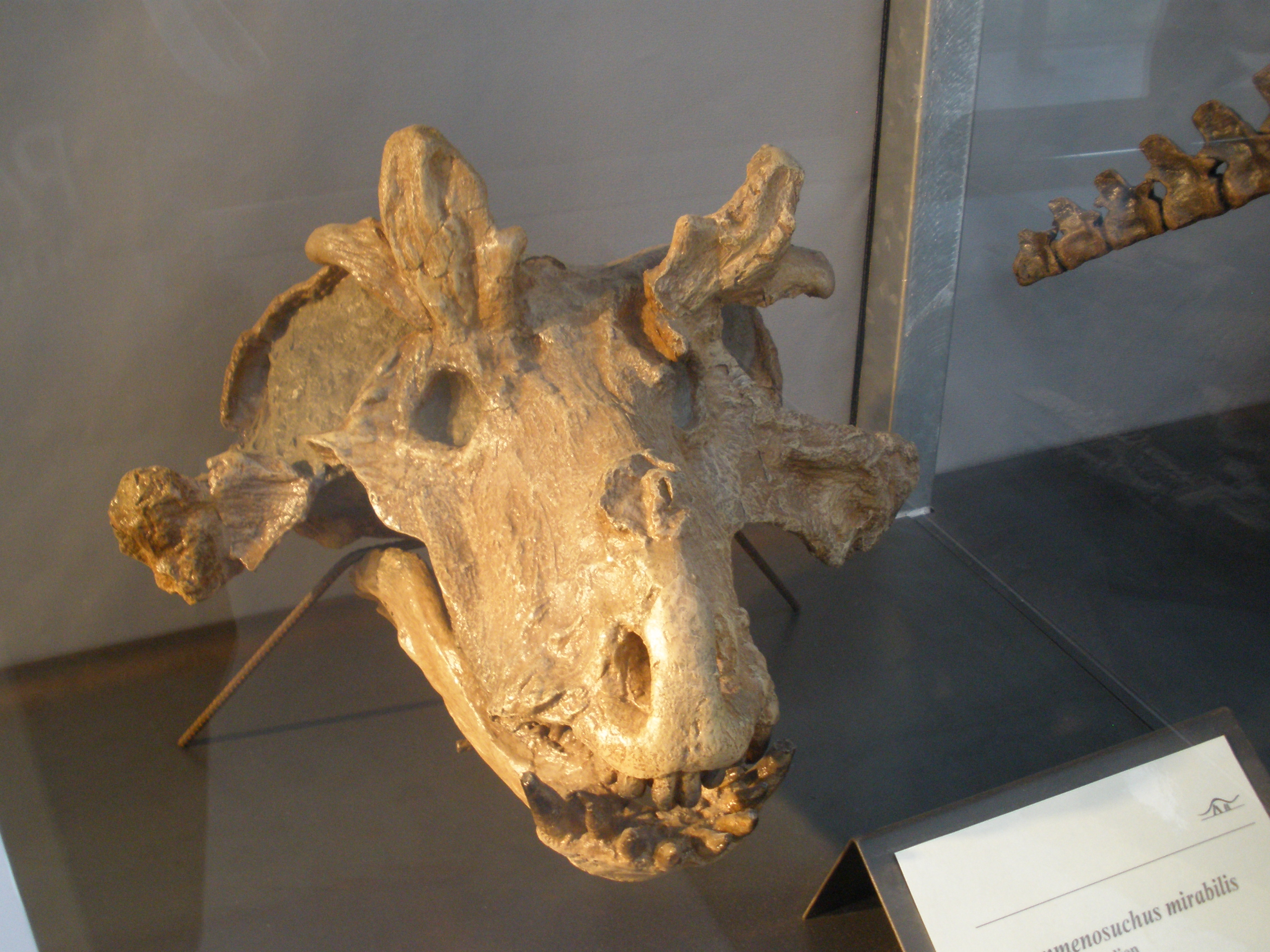
منقرض شده

تاجدارسوسماران (نام علمی: ') نام یک تیره از راسته ددکاوان است.